# Serixia elegans
Serixia elegans là một loài bọ cánh cứng trong họ Cerambycidae.